# Silvio Pellico
Silvio Pellico (Saluzzo, Piamonte, 25 de junio de 1789 - Turín, 31 de enero de 1854) fue un patriota, escritor y poeta italiano.
Pasa su niñez en Pinerolo y Turín, bajo la tutela de un sacerdote llamado Manavella. Con diez años de edad compone una tragedia inspirada en una traducción de los poemas de Ossian. Tras la boda de su hermana gemela Rosina con un primo materno en Lyon, pasa a residir en esa ciudad, dedicándose por cuatro años al estudio de la literatura francesa. Vuelve en 1810 a Milán, donde trabaja como profesor de Francés en el Collegio degli Orfani Militari.
Allí conoce a Vincenzo Monti y Ugo Foscolo, y comienza a escribir a principios de 1812, especialmente para el teatro, creando tragedias formalmente contra los clásicos, pero más románticas desde el punto de vista del contenido. Escribe dos tragedias en verso, Laodamia y Francesca da Rimini y poco después Eufemio di Messina. En 1814 es maestro en la casa del conde L. Porro-Lambertenghi. Tiene relación con personajes de la cultura extranjera como Madame de Stael y Friedrich von Schlegel e italiana como Federico Confalonieri, Cesare Romagnosi y Giovanni Berchet. En este círculo se cultivan ideas de tendencia liberal y de revuelta para conseguir la independencia nacional: en este clima de 1818 funda la revista Il Conciliatore.

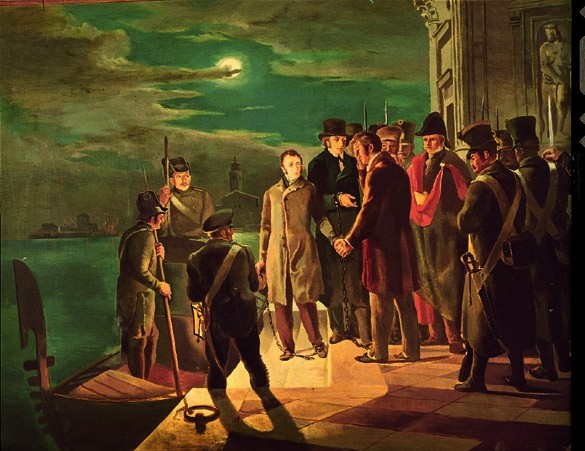
Arresto de Silvio Pellico y Piero Maroncelli.

Pellico y gran parte de sus amigos forman parte de la sociedad secreta de la Carbonería y pueden considerarse Federales; ese es el motivo por el que en 1820 la policía austríaca detiene a Pellico, Piero Maroncelli y otros miembros y los conducen a la prisión de Santa Margherita. Es trasladado a Venecia en febrero de 1821, donde compone varios Cantiche y las tragedias Ester d'Engaddi e Iginici d'Asti.
Es condenado a muerte en febrero de 1822, aunque la pena es conmutada por cuarenta años de dura prisión, y el siguiente abril es encerrado en Špilberk, Brünn (hoy Brno).
La dura experiencia carcelaria concluye en 1830 por un indulto imperial y su repatriación, y constituye el tema de la obra autobiográfica Le mie prigioni (publicado en español como Mis prisiones), obra que alcanza gran popularidad. Se dice que esta obra causó más daño a Austria que una batalla perdida.
Pellico publica sucesivamente las tragedias : Gismonda da Mendrisio, Leoniero, Erodiade, Tommaso Moro y Corradino, el libro moral I doveri degli uomini y Cantiche de género romántico.
Debido a problemas familiares y físicos interrumpe su producción literaria en el último año de su vida y trabaja como secretario de la casa de la Marquesa de Barolo. Muere en 1854, y es enterrado en el Camposanto de Turín.
Aunque muchos consideran mediocre sus tragedias, Le mie prigioni, con su directa simpleza narrativa, le hace ganar fama internacional.

## Obras
- Laodamia
- Francesca da Rimini
- Eufemio di Messina
- Ester d'Engaddi
- Iginici d'Asti
- Le mie prigioni (en español: Mis prisiones)
- Gismonda da Mendrisio
- Leoniero
- Erodiade
- Tommaso Moro
- Corradino
- I doveri degli uomini
- Cantiche